# 남용 (1962년)
남용(중국어 정체자: 南勇, 병음: Nan Yong 난융[*], 1962년 6월 16일 ~ )은 중화인민공화국 지린성 옌볜 조선족 자치주 출신의 축구인으로, 중국 축구 협회의 전 부주석을 지냈다. 조선족 출신이며, 선양 체육 학원을 졸업하였다.

## 생애 및 경력
남용은 중국 공산당의 간부 집안에서 태어났으며, 그의 아버지는 동북항일연군에 참전한 뒤 옌볜 현에서 부서기를 맡았다.
그는 투먼 시의 한 소학교에 다녔으며, 옌볜의 스피드 스케이팅 대표를 지냈다. 1975년에는 옌볜 조선족 자치주의 아동 부문 1000미터 스피드 스케이팅 기록을 깨뜨리기도 하였다. 1980년 은퇴를 선언하였으며, 이후 선양 체육 학원에 입학하였다. 입학 이후 중국 공산당에 가입하였으며, 학교 회장에 선출되었다. 졸업 이후 중국 국가 체육 위원회에서 일하게 되었다.
그는 1997년 9월부터 중국 축구 협회에서 근무하였으며, 부주석 및 재무 담당을 지냈다. 2001년에는 중국 축구 국가대표팀의 단장을 맡았고, 팀의 2002년 FIFA 월드컵 예선 통과에 일조하며 팀의 2002년 FIFA 월드컵 본선 진출에 기여한 뒤, FIFA 월드컵 본선에서도 단장으로 대회에 참가하였다.
그는 2005년 3월 국가체육총국 중국 축구 운동 관리센터의 당 위원회 서기 및 제 2부주임에 올랐으며, 2008년 하계 올림픽 중국 축구 국가대표팀의 단장을 맡았다. 2008년 9월 중국 축구 운동 관리센터의 제 1부주임인 셰야룽이 해임되자 그의 대행을 맡게 되었으며, 2009년 1월 주임이 되었다.
2010년 1월 21일 그는 비리 혐의로 같은 중국 축구 협회 부주석인 양이민과 심판위원회 주임인 장젠창과 함께 중화인민공화국 공안부와 랴오닝성 선양시 특별수사팀에 체포되었으며, 2010년 9월 중국 축구 국가대표팀 선수 선발 과정에서 일부 선수들에게 뇌물을 받았다는 혐의를 인정하였다.